# Empis kuntzei
Empis kuntzei är en tvåvingeart som beskrevs av Becker 1910. Empis kuntzei ingår i släktet Empis och familjen dansflugor. Inga underarter finns listade i Catalogue of Life.